# Jacques-Christophe Naudot
Jacques-Christophe Naudot (ca. 1690 - 25 de noviembre de 1762) fue un compositor y flautista francés. Poco se sabe de sus primeros años salvo que se casó en 1719. La mayoría de sus composiciones se publicaron en París entre 1726 y 1740. El poeta Denesle (c. 1694-c. 1759) escribió un libro titulado Syrinx, ou l'origine de la flutte dedicado a Naudot, publicado en 1739.
Desde 1737, Naudot era miembro de las logias masónicas Sainte-Geneviève y Coustos-Villeroy en París. Junto con tres de sus hermanos masónicos, estuvo brevemente encarcelado en la prisión de For-l'Évêque durante las persecuciones antimasónicas de 1740. Naudot dedicó varias de sus obras al Conde de Clermont, quien se convirtió en el gran maestro de la logia masónica en 1743.
El compositor Joseph Boismortier se contaba entre sus amigos. Su obra más conocida es su Concierto op. 17 n.º 5, escrito originalmente para Danguy l'Aîné (un virtuoso de la zanfona parisina). Sus otros trabajos conocidos son unas Bagatelas publicadas alrededor de 1750.